# José Emídio de Almeida Cardia
José Emídio de Almeida Cardia, primeiro e único barão de Avanhandava, (c. 1831 — 20 de junho de 1881) foi um cafeicultor brasileiro. Filho de Eliseu Antunes Vieira Cardia e de Gertrudes Vaz de Almeida. Casou-se com Carolina Amaral Gurgel.

## Títulos nobiliárquicos
Barão de Avanhandava
Título conferido por decreto imperial em 25 de setembro de 1889 em gratidão à hospitalidade recebida por motivo da visita do imperador dom Pedro II quando inaugurou a estação de trens Mineiros  onde hoje localiza-se a cidade de Mineiros do Tietê. D. Pedro ficou hospedado no casarão hoje remodelado que pode ser visto sua foto no verbete Mineiros do Tietê. Refere-se à região do Rio Avanhandava, onde a família do nobre possuía terras. Em tupi significa lugar fantasmagórico. Silva Lemos o chama de barão de Unhundaba.